# 唐莉
唐 莉（とう り、1982年7月27日 - ）は、中国の囲碁棋士。重慶出身、中国囲棋協会所属、初段。美人棋士としてテレビ囲碁番組の解説者などで活躍する他、芸能活動にも進出。

## 経歴
6歳の時に父の影響で囲碁を学び、1996年に四川省運動会女子の部で優勝。1998年初段。同年、全国少年囲棋大会女子少年の部準優勝。2004年復旦大学報道学部に入学し、上海に住む。2005年浪潮杯女流名人戦本戦出場。2006年からブログ開設。2008年、連続テレビドラマ『敌营十八年2』に新聞記者の役で出演。2009年に常昊、古力の推薦により聶衛平の門下となる。
中国囲棋リーグでは、2003年乙級の浙江新湖チームで出場。中国棋士ランクングでは、2003年4月に234位など。